# Александър Цанев
Александър Михайлов Цанев е български офицер, полковник.

## Биография
Роден е на 26 март 1897 г. в Силистра. През 1917 г. завършва Военното училище в София. От 1942 до 1944 г. е командир на петдесет и четвърти пехотен битолски полк. През 1944 г. е назначен за командир на петдесет и шести пехотен велешки полк. Същата година е началник на пехотната школа. Уволнен през 1946 г. Умира на 10 декември 1977 г. във Велико Търново..

## Военни звания
- Подпоручик (1 август 1917)
- Поручик (30 юни 1919)
- Капитан (1927)
- Майор (6 май 1935)
- Подполковник (6 май 1939)
- Полковник (3 октомври 1942)